# Dibolia depressiuscula
Dibolia depressiuscula is een keversoort uit de familie bladkevers (Chrysomelidae). De wetenschappelijke naam van de soort werd in 1847 gepubliceerd door Letzner.